# Albert Cohen
Abraham Albert Cohen (Corfú, 16 d'agost de 1895 - Ginebra, 7 d'octubre de 1981) va ser un escriptor suís romandés d'origen grec, descendent d'una família sefardita (Coen) i d'expressió francesa.
La seva obra més coneguda és la novel·la Bella del Senyor (1968), gran premi de novel·la de l'Acadèmia Francesa, encara que hi ha qui considera Comeclavos (1938) la seva obra més assolida.

## Biografia
Va pertànyer a la comunitat jueva de Corfú. Quan tenia cinc anys la seva família, dedicada a la fabricació de sabó, va decidir emigrar a Marsella quan la fàbrica va començar a decaure i l'antisemitisme creixia a l'illa. A França van fundar un comerç d'ous i oli d'oliva. L'escriptor evocaria aquest període en Li livre de dt. mère.
Va iniciar la seva educació el 1904 en el liceu Thiers, un centre privat catòlic. El 16 d'agost de 1905 és anomenat «brut jueu» al carrer, fet que relatarà en Ô vous, frères humains. El 1909 inicia amistat amb Marcel Pagnol i el 1913 acaba el batxillerat amb l'esment «assez bé».
Amb dinou anys es trasllada a Ginebra on comença la carrera de dret, després de llicenciar-se es va nacionalitzar suís i va començar la seva carrera diplomàtica en diverses organitzacions internacionals, va treballar en la Societat de Nacions en Ginebra com a delegat del moviment sionista des de l'any 1925. L'any 1919 s'havia casat amb la seva primera muller, Elisabeth Brocher, amb la qui va tenir una filla l'any 1921, Myriam. L'any 1924 mor la seva dona de càncer. Al 1925, Albert Cohen és nomenat director del periòdic Revue Juive (La revisió jueva), on van escriure Albert Einstein o Sigmund Freud. Al 1933 es casa amb la seva segona dona, Marianne Goss. Més endavant va treballar a l'Organització Internacional del Treball. Durant la II Guerra Mundial va fugir a Bordeus i després va marxar a Londres. El 10 de gener de 1943 mor la seva mare a Marsella. Aquell mateix any coneix la que serà la seva tercera esposa,  Bella Berkowich. L'any 1945 va ser nomenat conseller jurídic del Comité Intergubernamental pels refugiats, dos anys més tard al tornar a Ginebra on el van nomenar per l'Organització Internacional dels Refugiats.
Va desenvolupar la seva carrera literària amb llargs períodes de silenci. La seva narrativa és de gran coherència en estar centrada sempre en els mateixos personatges: Solal i la seva pintoresca família. Pel seu sentit de l'humor ha estat comparat amb Rabelais.

## Obra
- Paraules jueves (poesia) 1921
- Ezquiel (teatre) 1933
- Solal (novel·la) 1930
- Comeclavos (novel·la) 1938
- Bella del Senyor (novel·la) 1968
- Els esforçats (novel·la) 1969
- El llibre de la meva mare (memòries) 1954
- Vosaltres, germans humans (memòries) 1972
- Carnet 1978 (memòries)1979